# جين فروسارت
جين فروسارت (Jean Froissart) (وُلِدَ في 1337-توفي في 1405) ويُشير إليه بالإنجليزية عادةً بـجون فروسارت، مؤرخ فرنسي كتب عن فترة القرون الوسطى. كانت المؤرخات التي كتبها فروسارت تُعد لعدة قرون التعبير الأساسي عن الانتعاش الذي تمتعت به مملكة إنجلترا وفرنسا في القرن الرابع عشر. كما يعتبر ما أرخه من أحداث مصدرًا مهمًا للنصف الأول من حرب المائة عام.

## حياته
قليلًا ما نعرفه عن حياة فروسارت وما نعرفه نستقيه مما كتبه في مؤرخات ومما نظمه من قصائد. نشأ فروسارت في فالنسيني، بـهايناوت، وتُشير كتاباته إلى أن والده كان رسامًا متخصصًا في علم شعارات النبالة. وبدأ فروسارت حياته كـتاجر ولكن سرعان ما ترك هذا العمل ليصبح موظفًا. وعندما أتم الرابعة والعشرين من عمره حصل على مزايا إثر خطاب توصية من كارل الرابع، الإمبراطور الروماني المقدس، (والذي كان أيضًا ملك بوهيميا) عند تعيينه شاعرًا للمجلس الملكي ومؤرخًا رسميًا لـفيليبا حاكمة هايناولت وعقيلة الملك إدوارد الثالث ملك إنجلترا.
وضم سيرة السنوات التي قضاها في خدمة فيليبا (منذ 1361 وإلى 1369) مع تقارير لأحداث أخرى شهدها وسجلها في Chroniques ("مؤرخاته"). وقد أخذ عمله على محمل الجد:
Je suis de nouveau entré dans ma forge pour travailler et forger en la noble matière du temps passé
("مرةً أخرى أُدخل الحداد ليعمل ويُقلد شيئًا من أشياء النبلاء من الزمن الماضي")
سافر فروسارت إلى إنجلترا واسكتلندا ووايلز وفرنسا وفلاندر وإسبانيا يجمع المواد ويدون ما لم يدونه أحد قبله في المؤرخات. كما ذهب مع ليونيل دوق كلارينس إلى ميلانو لحضور زفاف الدوق إلى ابنة جاليزو فيسكونتي (Galeazzo Visconti). كما حضر هذا الزفاف كاتبان مرموقان من كُتّاب العصور الوسطى: جيفري تشوسر (Chaucer) وبترارك (Petrarch).
وتمتع برعاية جوانا، دوقة برابنت ضمن عدة آخرين بعد نشر كتابه الأول وبعد وفاة فيليبا. وحصد فروسارت مكافآت، منها بينيفيس من إستاين، قرية قريبة من بينشي والتي أصبحت فيما بعد تحت شريعة تشيماي "قرى بلجيكية"، والتي كانت كافية لتمويل رحلات أخرى، الأمر الذي ساعده في إضافة مواد أخرى لأعماله. وعاد إلى إنجلترا في 1395 ولكن بدت عليه خيبة الأمل بسبب التغيرات التي طرأت منذ تركها آخر مرة وما صوره باعتباره نهاية الفروسية. أما عن تاريخ وفاته والملابسات التي أحاطت بها فهي غير معروفة، غير أنه يُدَّعى أن سانت مونيجوندا في تشيماي هي آخر مكان لدفن رفاته ولكن تظل هذه المعلومة غير مؤكدة.

## الإرث

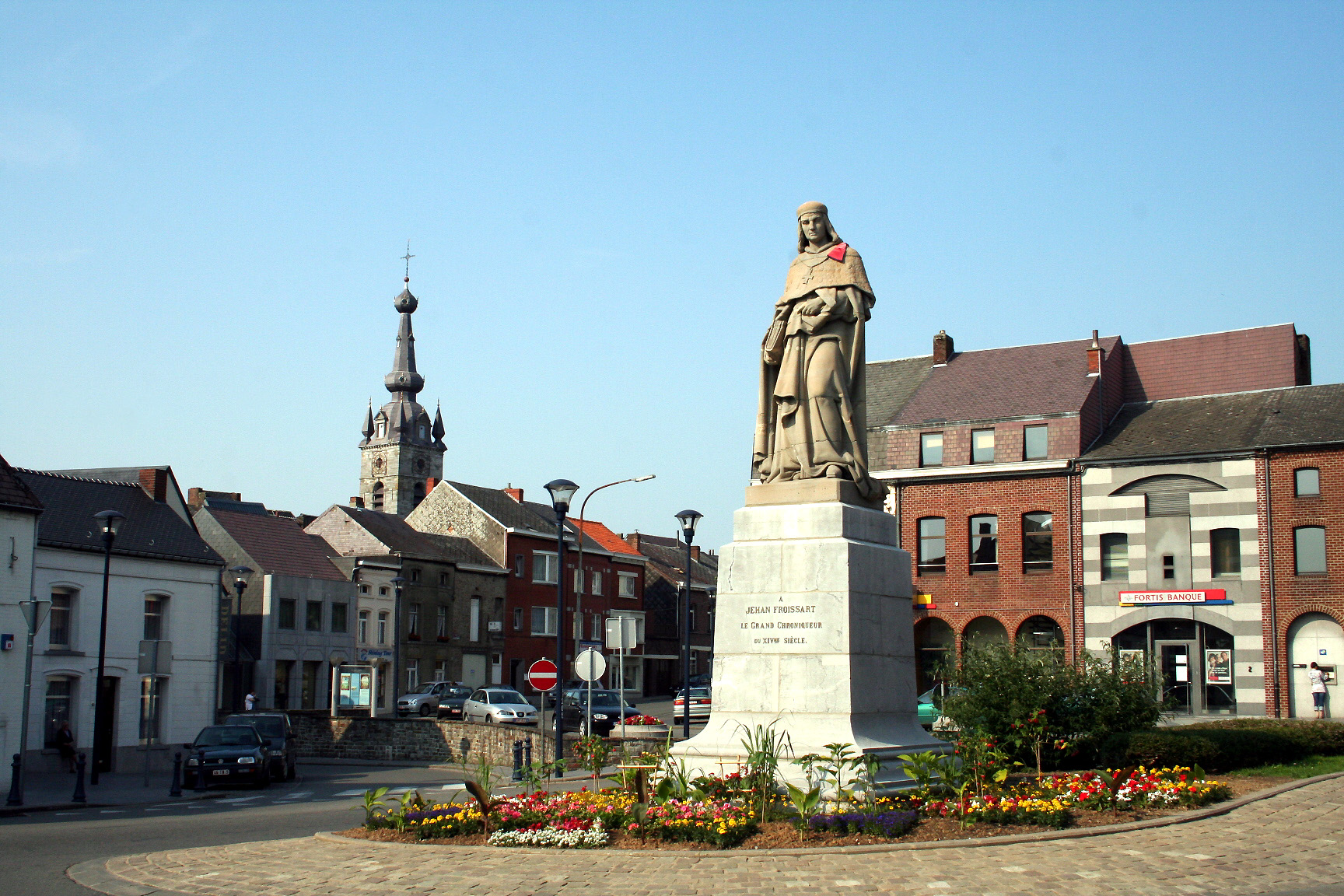
فروسارت، تشيماي (بلجيكا).

وتُعزى الشهرة التي يتمتع بها فروسارت إلى المؤرخات التي كتبها أكثر مما يُعزى إلى ما نظمه من أشعار.
ونصوص فروسارت من المؤرخات محفوظة في أكثر من مائة من المخطوطات المنيرة موضحة بالعديد من النماذج المُصغرة. تعد واحدة من أكثر النسخات المُصورة وفرةً هي النسخة التي وُكِلَ بها لويس جروتاس (Louis of Gruuthuse) وهو رجل فلمنكي من النبلاء، وكان ذلك في سبعينيات القرن الخامس عشر. وتحتوي المجلدات الأربعة في هذه النسخة (BNF, Fr 2643; BNF, Fr 2644; BNF, Fr 2645; BNF, Fr 2646) على 112 من النماذج المُصغرة والتي رسمها فنانون مشهورون من بروج من بينهم لويست ليديت (Loiset Lyédet) وهو من تُنسب إليه النماذج المُصغرة لأول مجلدين.
وكتب المؤلف الموسيقي الإنجليزي إدوارد إلجار (Edward Elgar) عمل موسيقي بعنوان فروسارت.
وكان جين فروسارت من أوائل من ذكروا استعمال محور الدوران في عجلة توازن الساعة والفوليوت أو ميزان الساعة ذو القضيب في آلية الساعة الأوروبية وكان ذلك منذ عام 1368.

## معرض الصور
كل النماذج المُصغرة من عمل لويست ليديت، إلا إذا ذُكر خلاف ذلك.

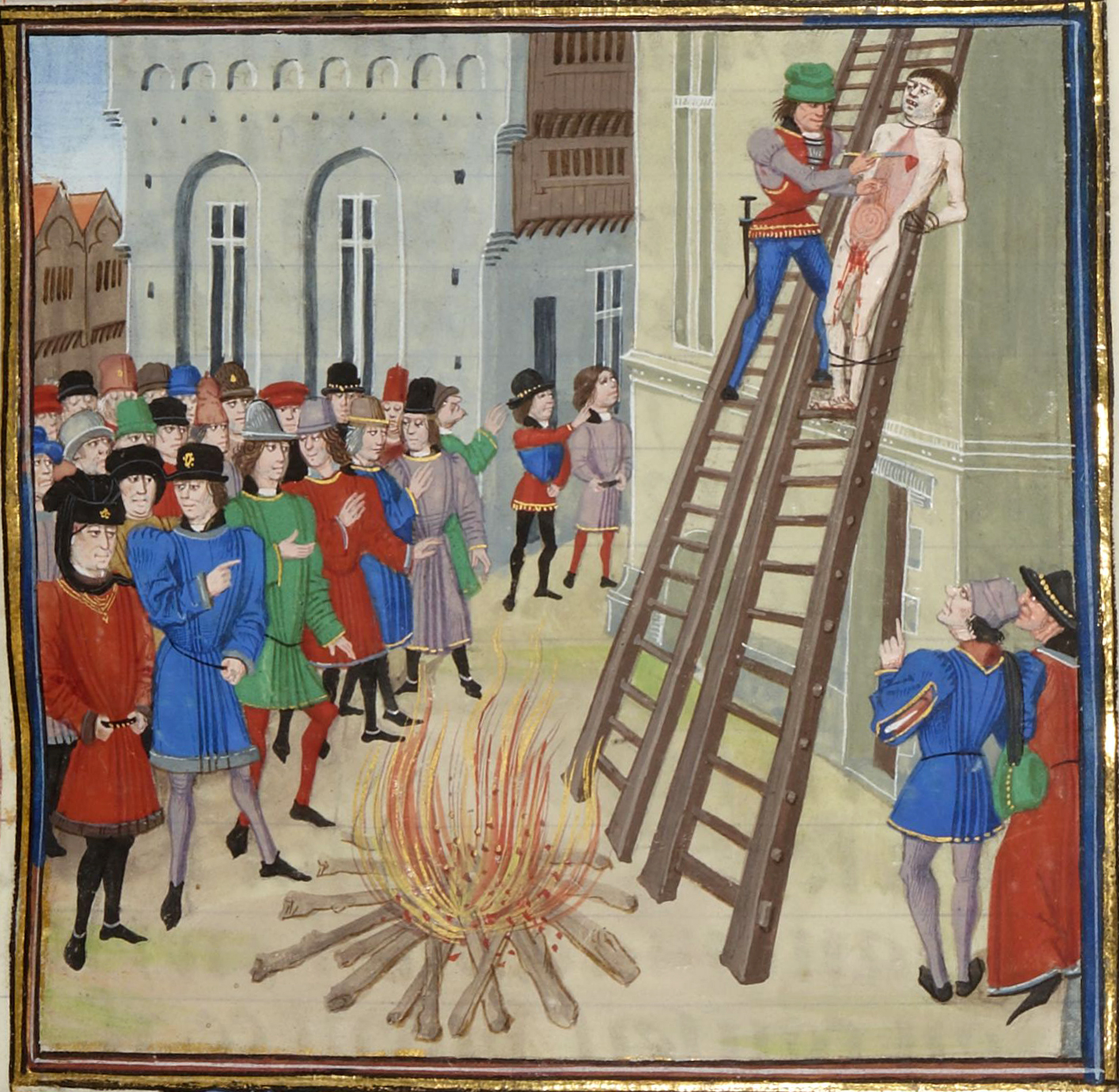
إعدام هوغ ذا يونع ديسبنسر 1326. نموذج مُصغر من جروتاس نسخة من المؤرخات.
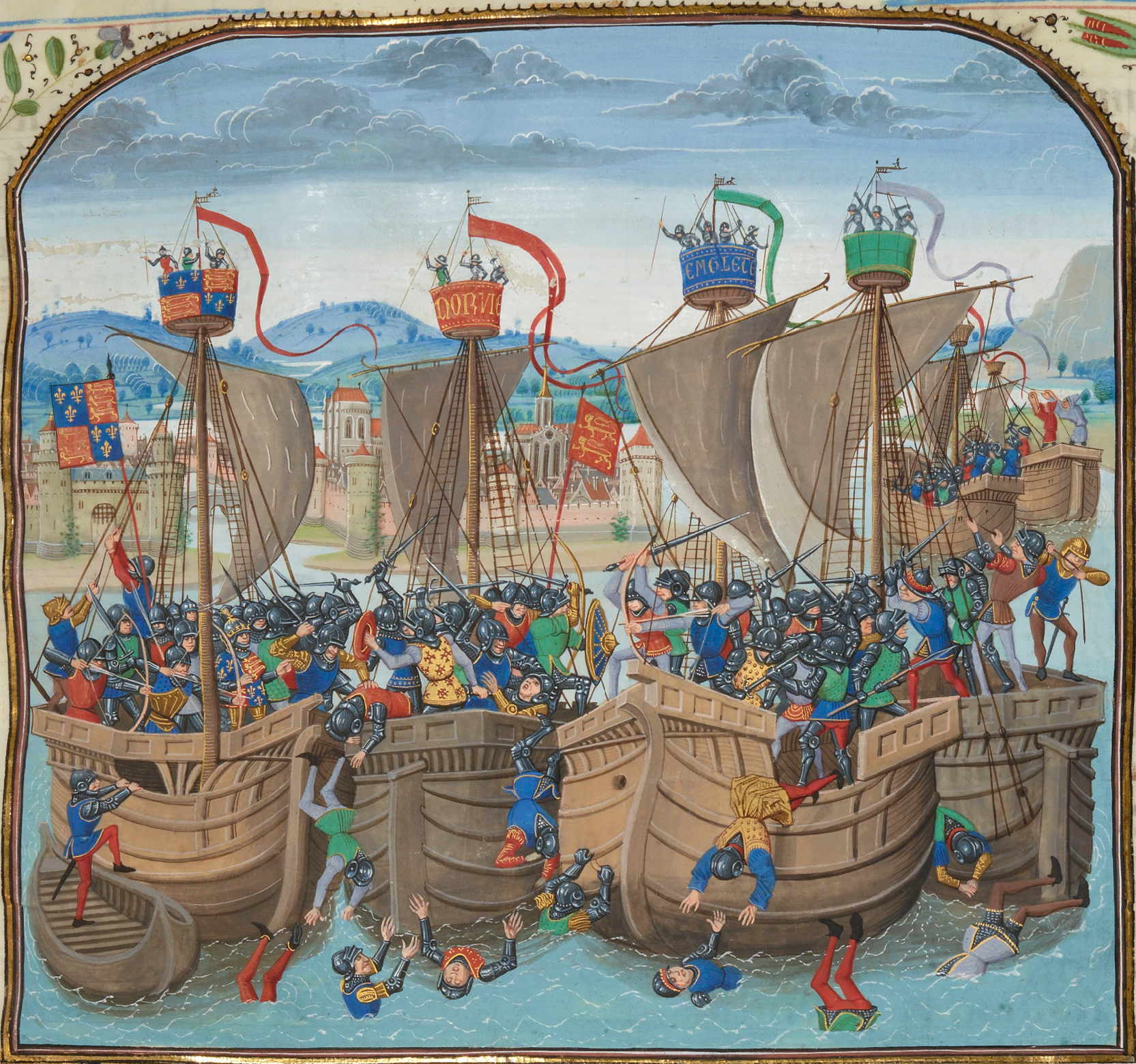
معركة سلايس 1340 في جروتاس MS.
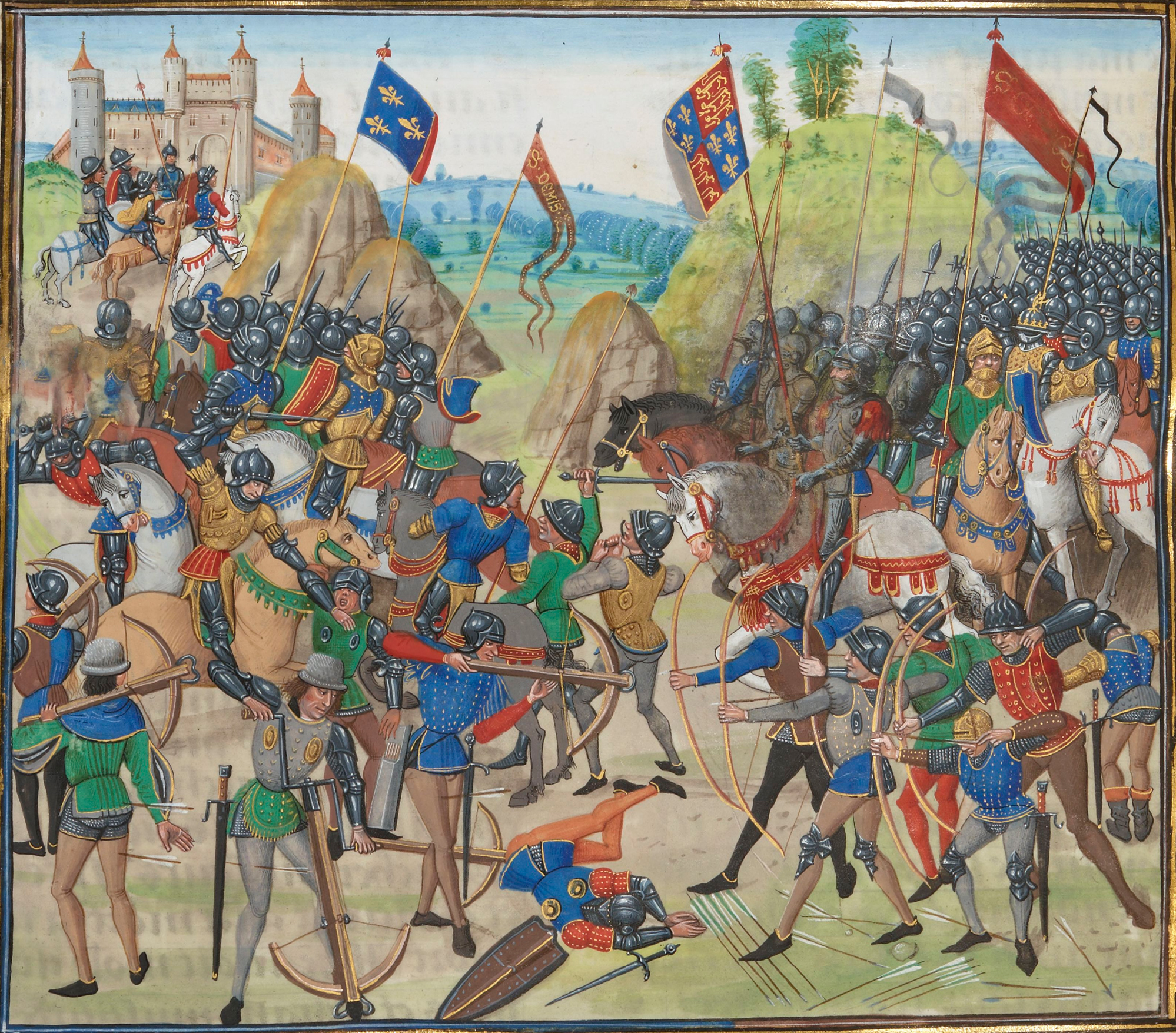
معركة كريسي، 1346 من القرن الخامس عشر مخطوطة من جين فروسارت كرونيكلز (BNF, FR 2643, fol. 165v).
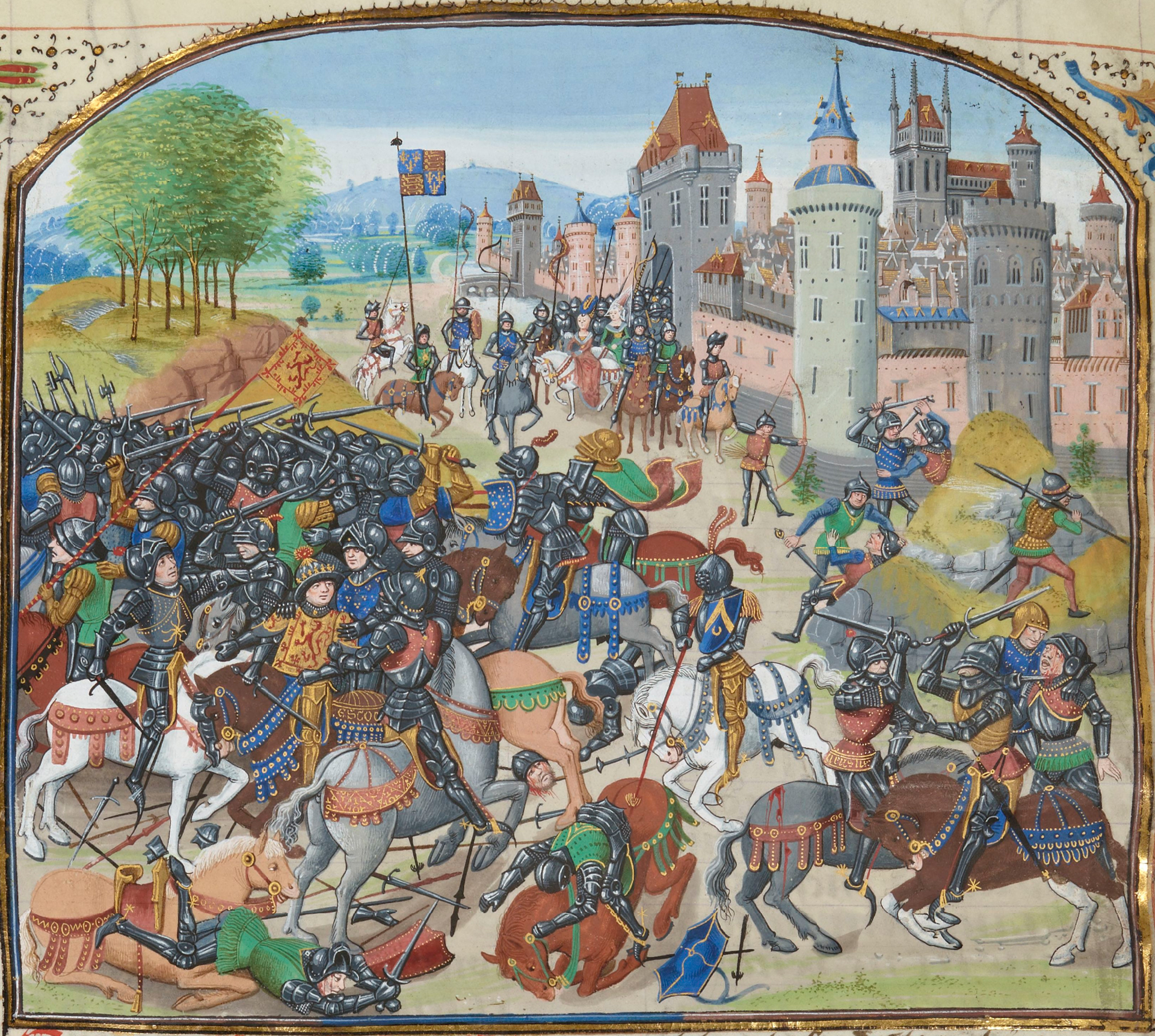
معركة أوف نيفيلز كروس، 1346. انتصار الإنجليز على الاسكتلنديين من مخطوطة جروتاس.
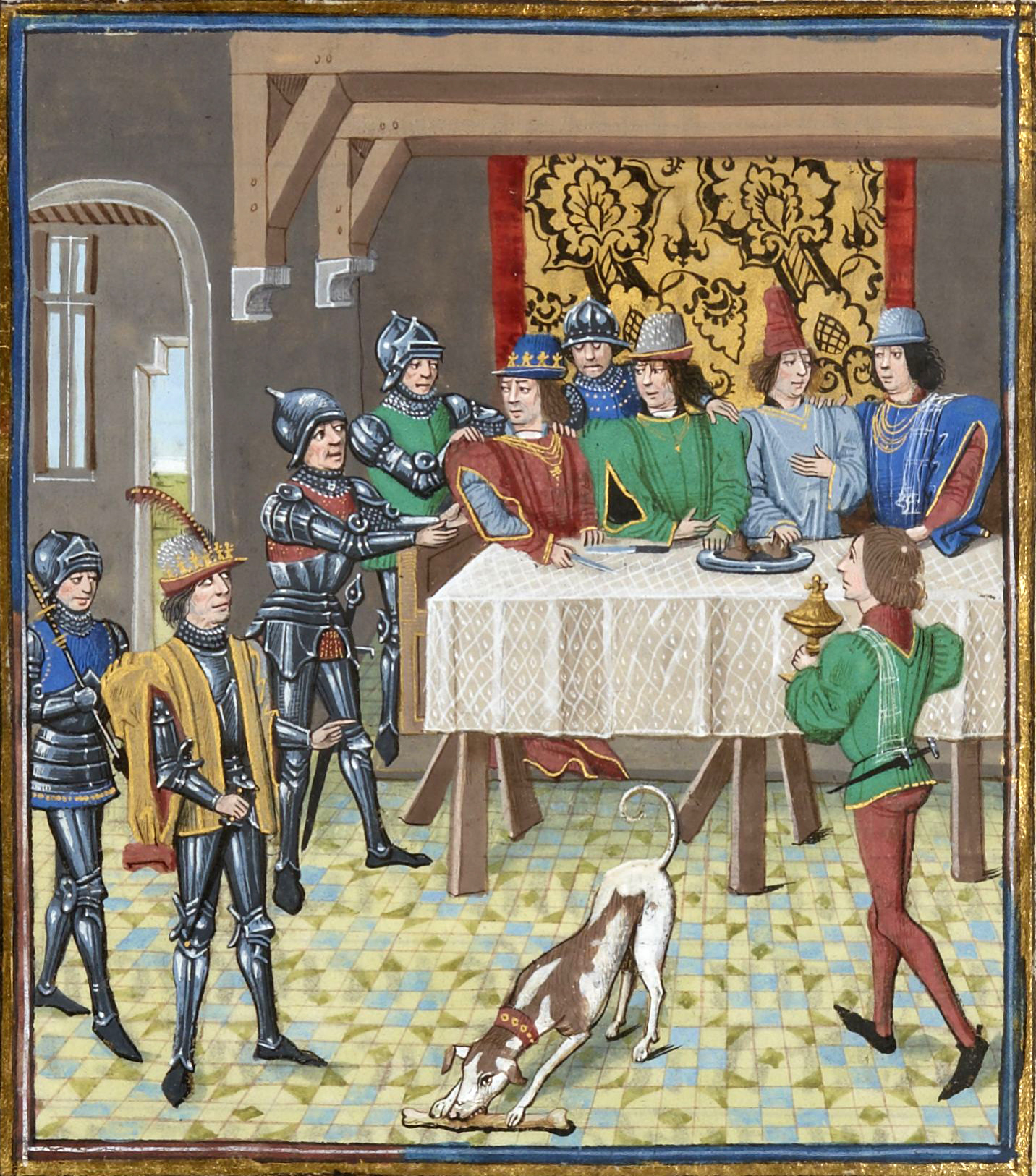
جون ذا جود، ملك فرنسا، جون ملك فرنسا الطيب يأمر بالقبض على تشارل ملك نفاري الشرير؛ من المؤرخات التي كتبها جين فروسارت.
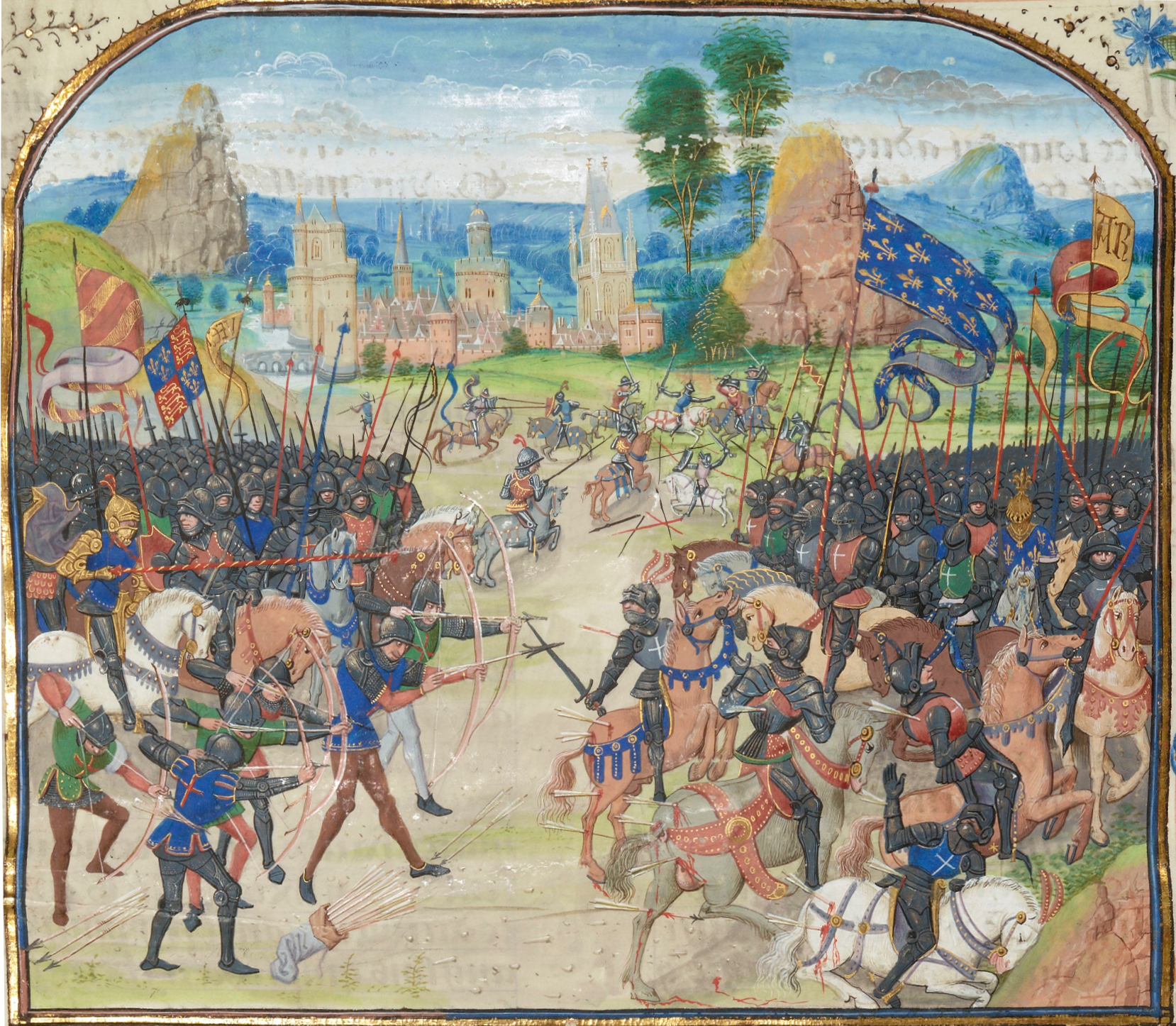
معركة البويتير 1356 (نموذج مُصغر من عمل فروسارت).
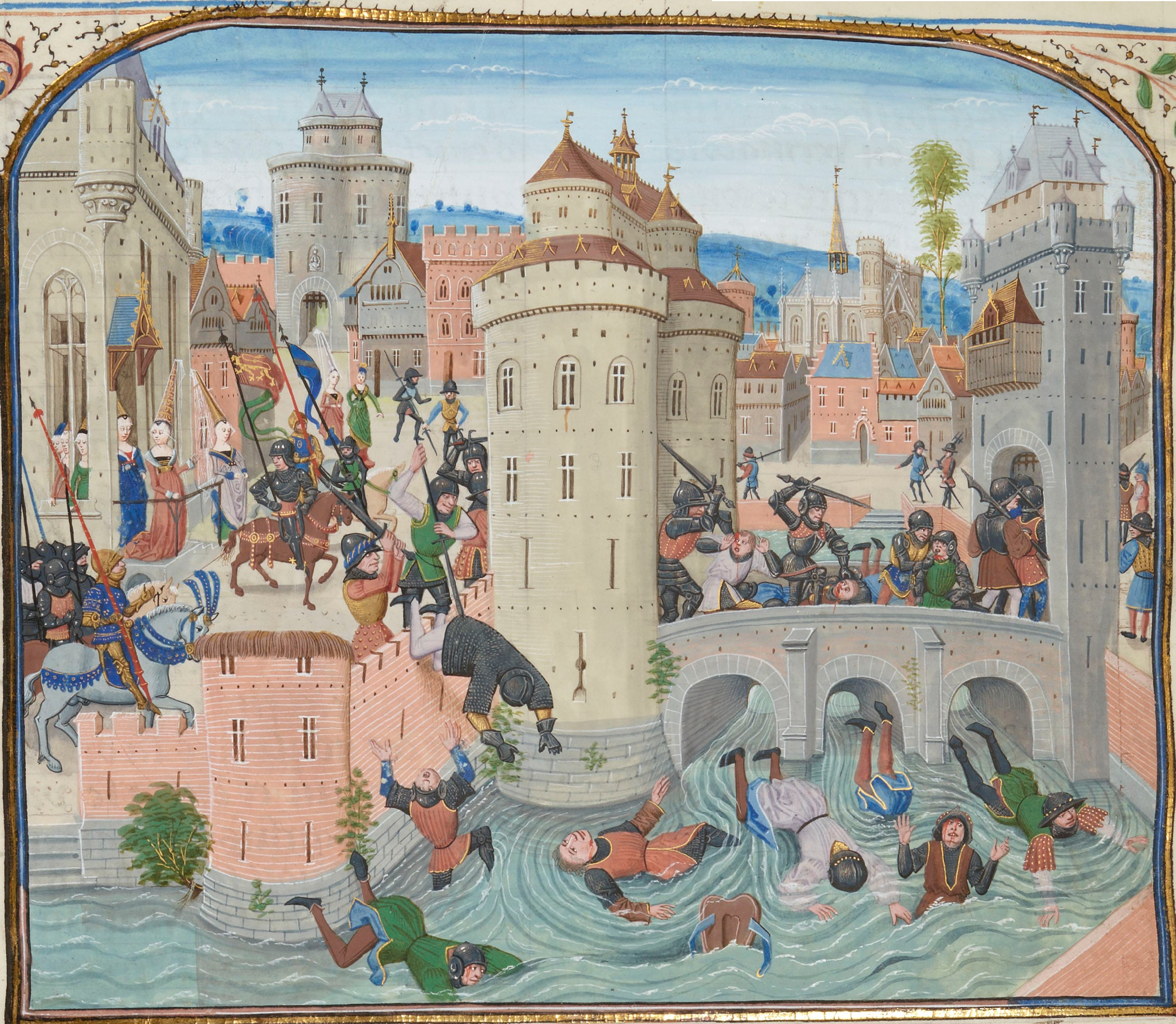
هزيمة جاكوري 9 June 1358 {BNF , FR 2643), fol. 226v, جين فروسارت، كرونيكس، فلاندر، بروج XVe s}
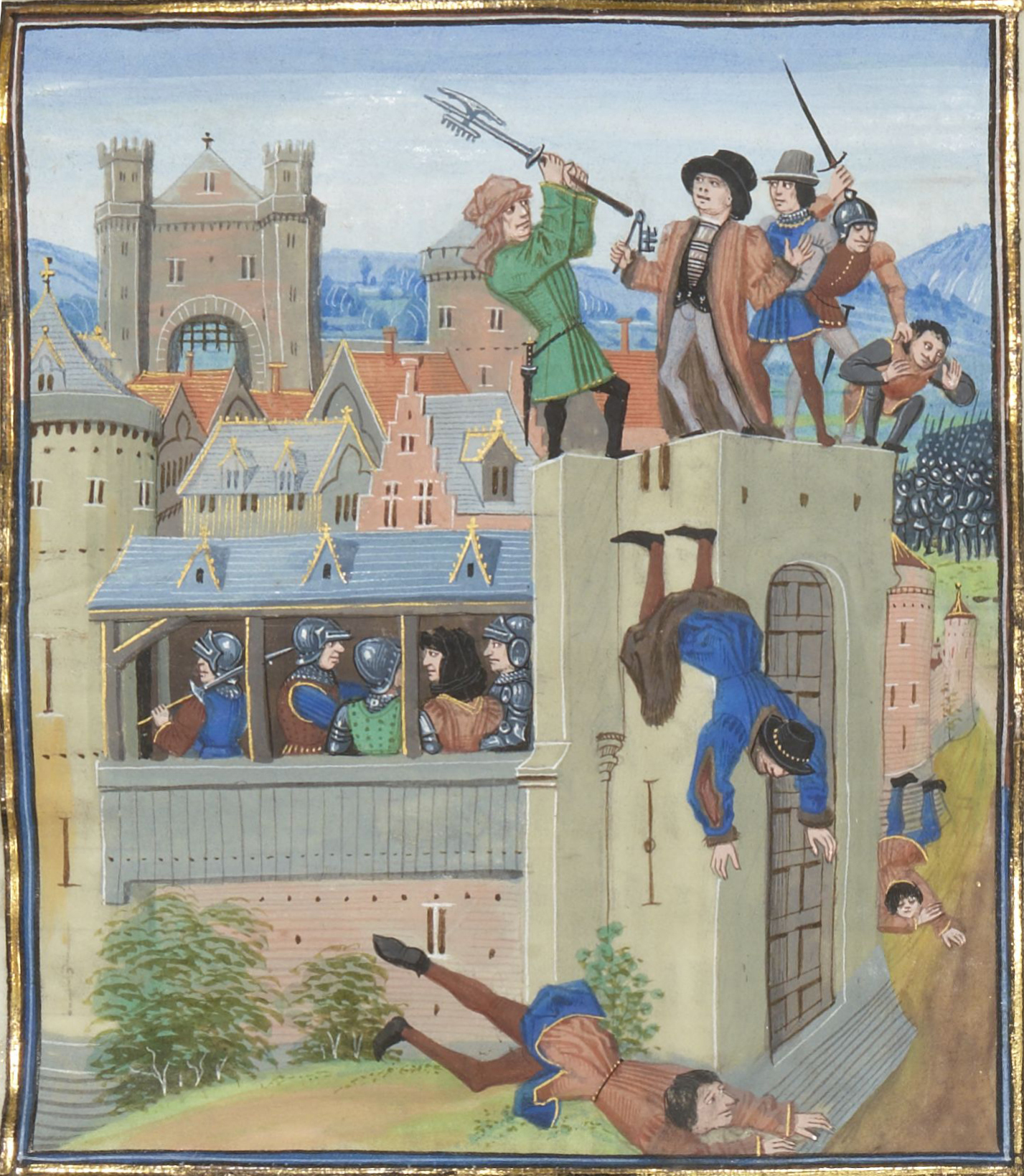
إعدام اتيني مارسيل وجين ميلارد في 31 يوليو 1358.
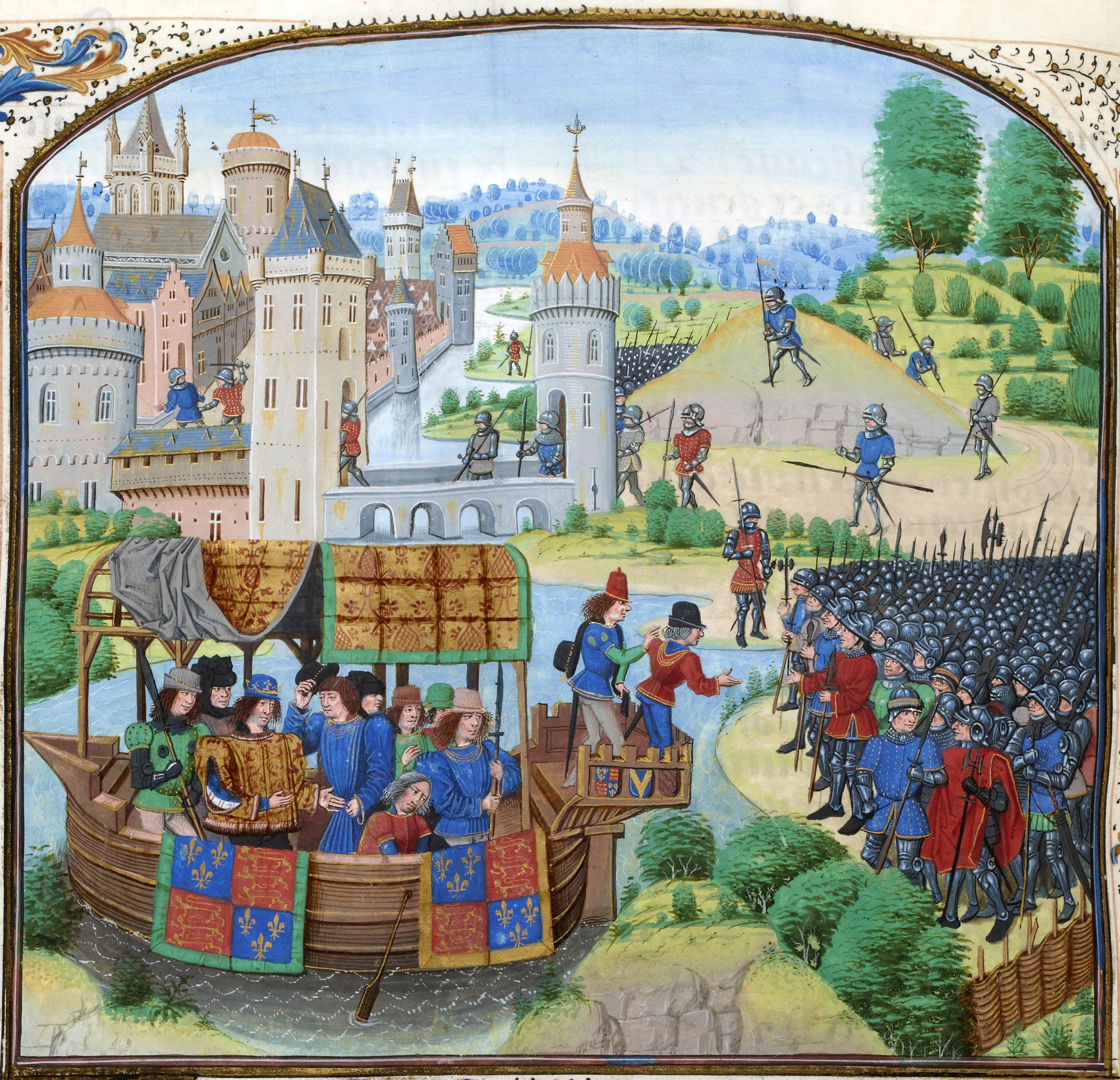
ريتشارد الثاني ملك إنجلترا يلتقي بالثوار، 1381 أسلوب المُشاة للويست ليديت من جروتاس فروسارت
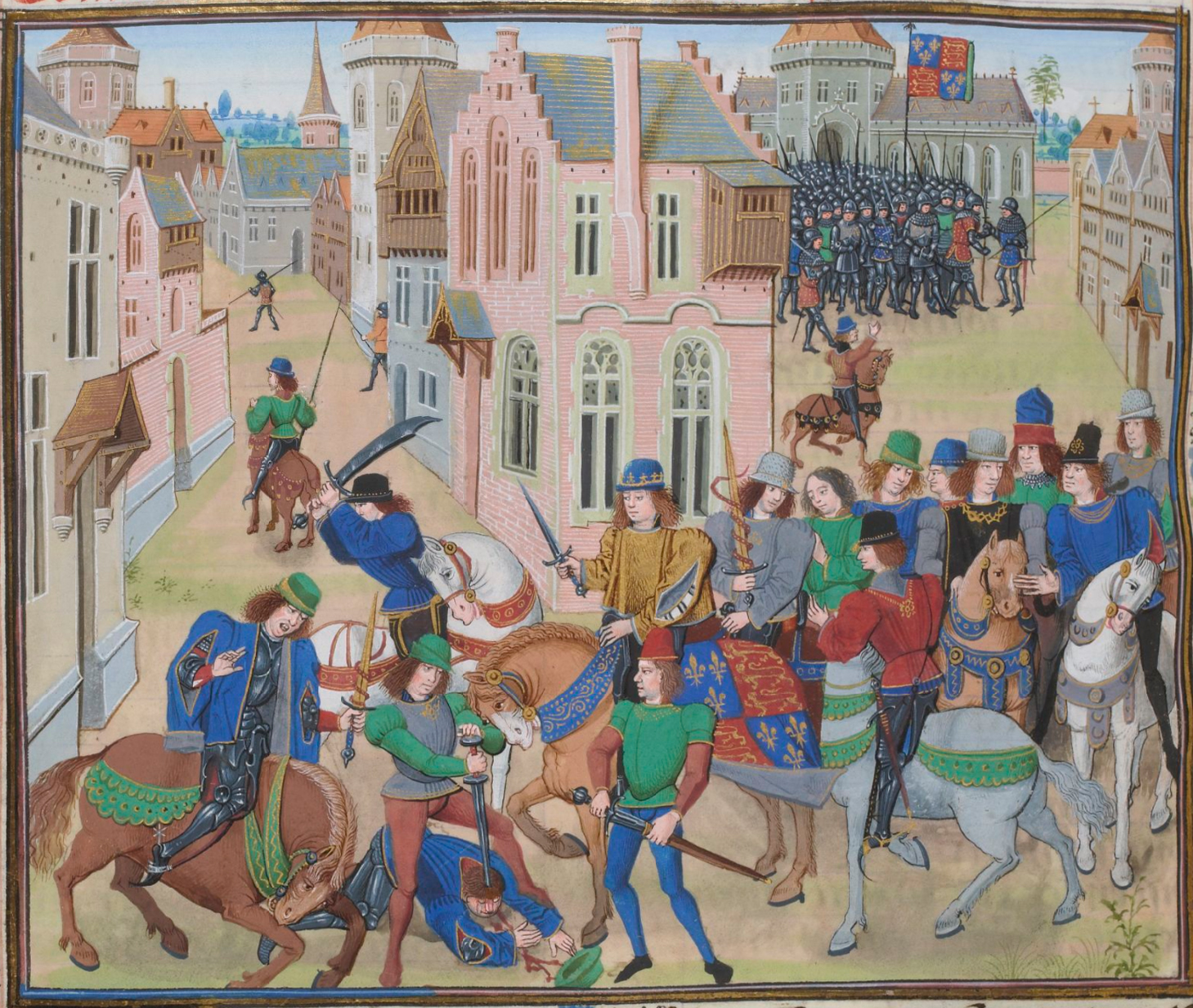
موت وات تايلر، قائد ثورة المزارعين 1381
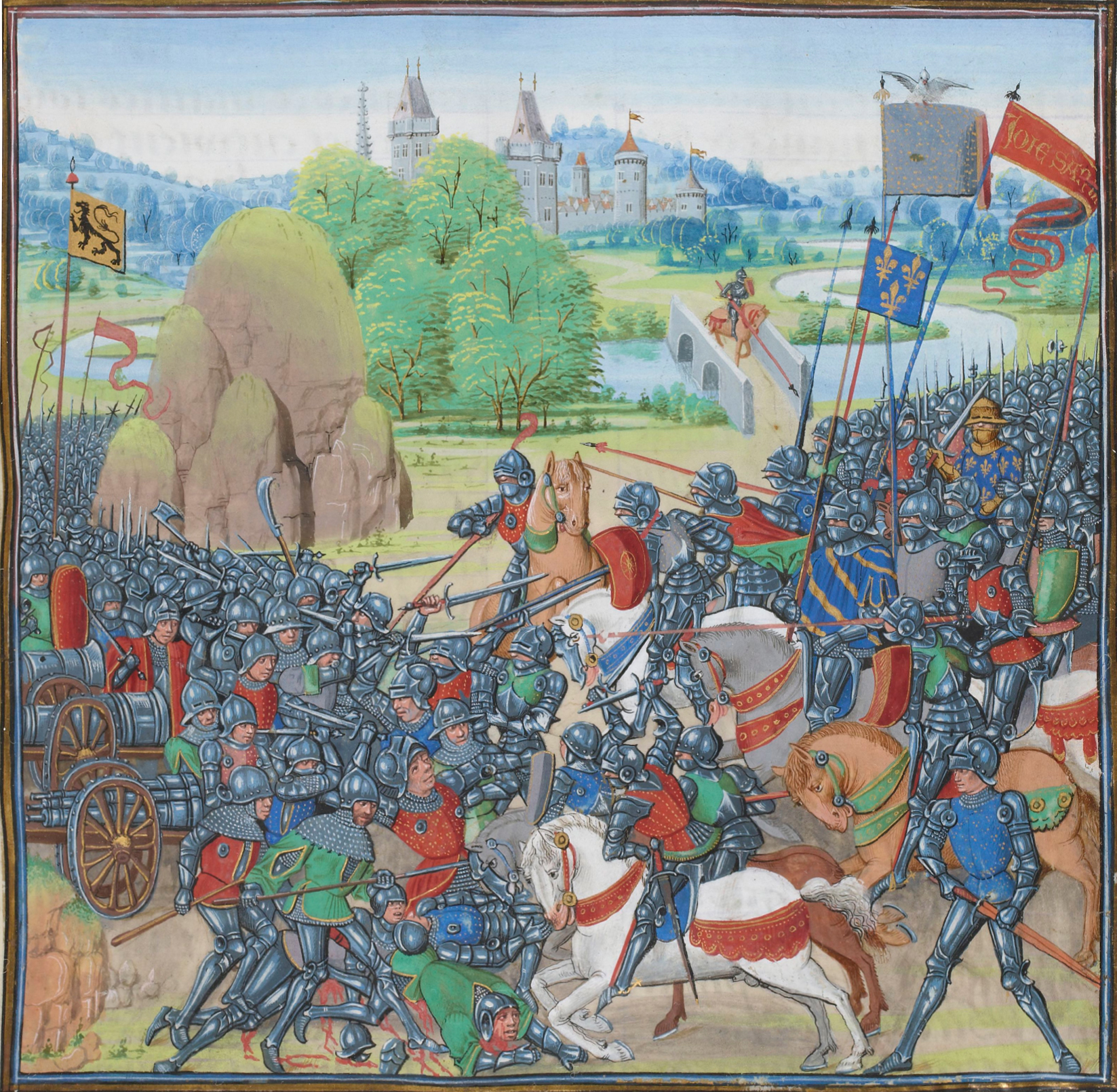
معركة روزبيك (1382) لو كرونيكل دو فروسارت، منتصف القرن الخامس عشر
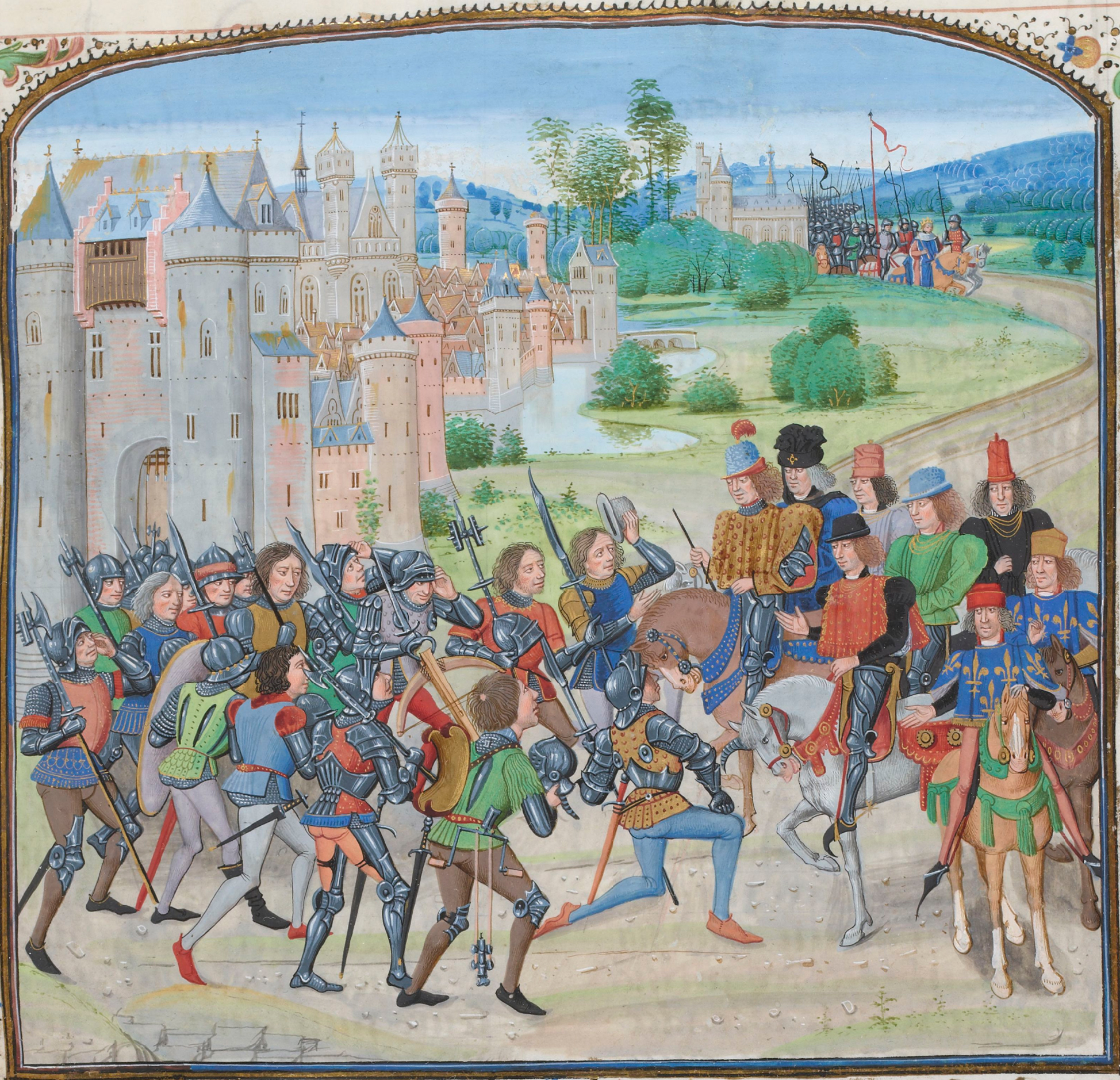
بعد معركة روزبيك، يعود تشارل الرابع إلى باريس على رأس جيشه. يتفاوض سكان باريس مع ممثليه بشأن شروط استسلامهم. Les Chroniques de Jean Froissart، منتصف القرن الخامس عشر
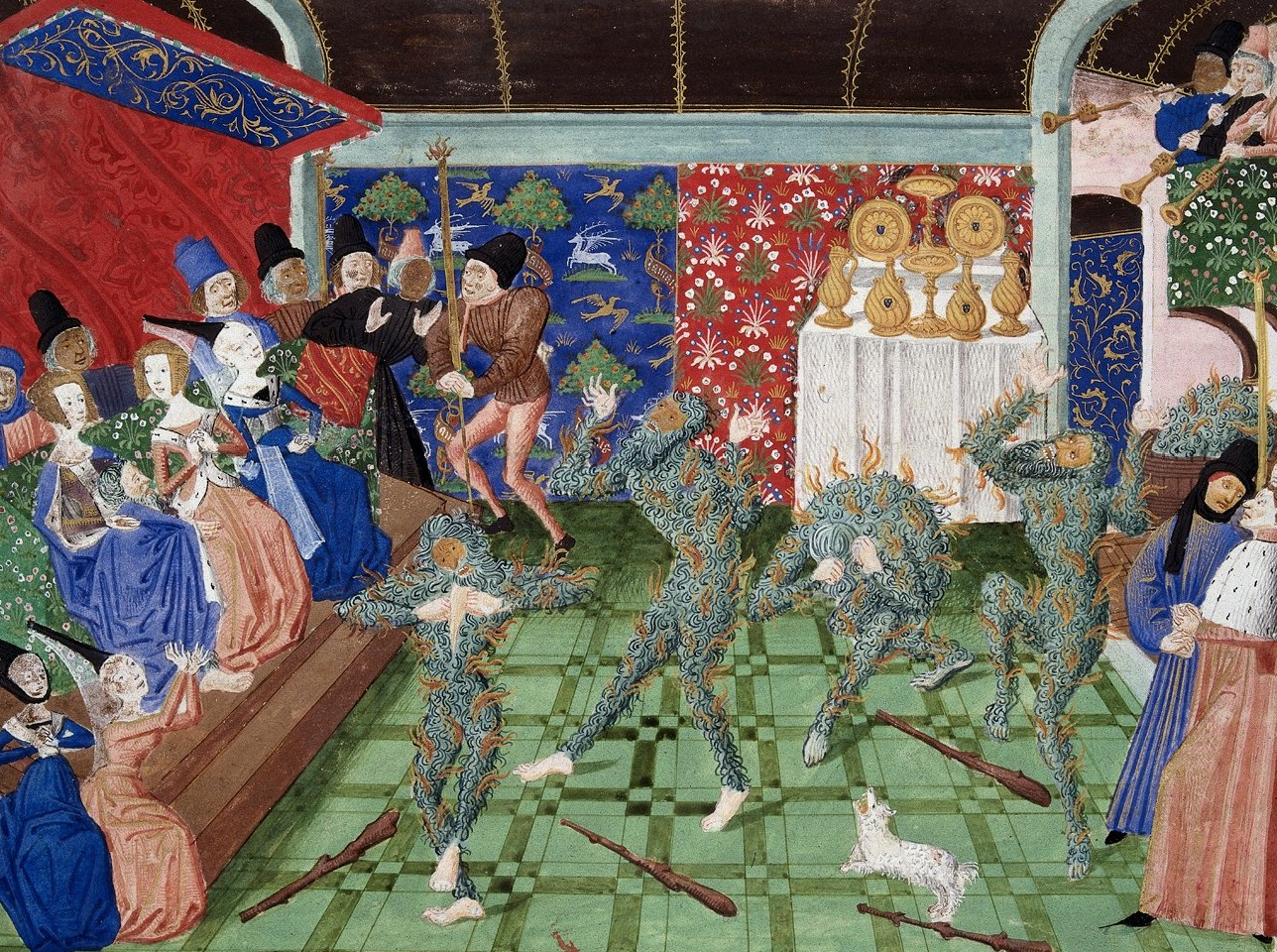
الـ بال دو اردينتس، (حفلةالرجال المحترقين) 1393. نموذج مُصغر من عمل جين فروسارت من 1450-80
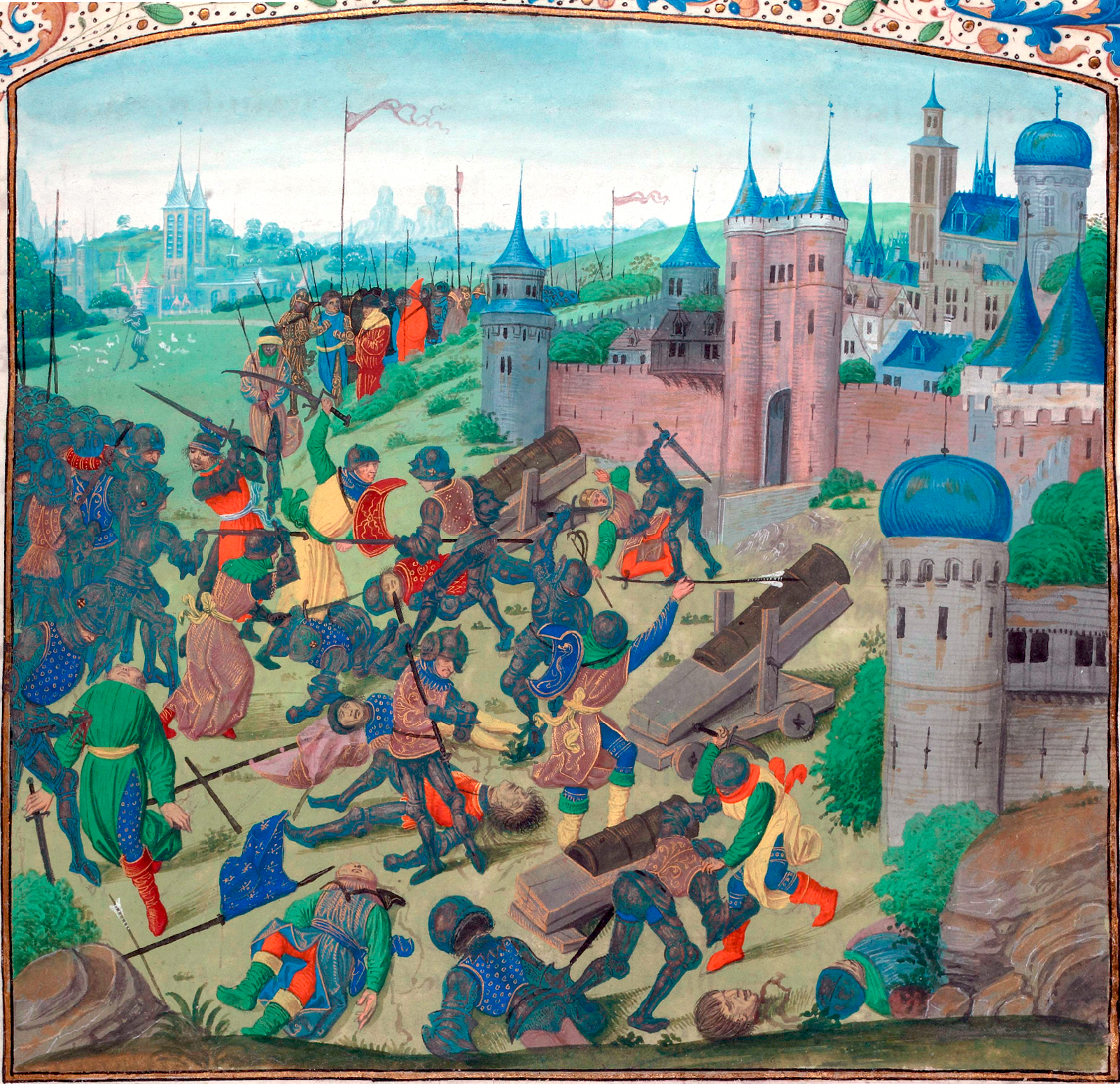
معركة نيكوبول، 1396، رسمها كتاب سيد صلوات دريسدن من جروتاس فروسارت
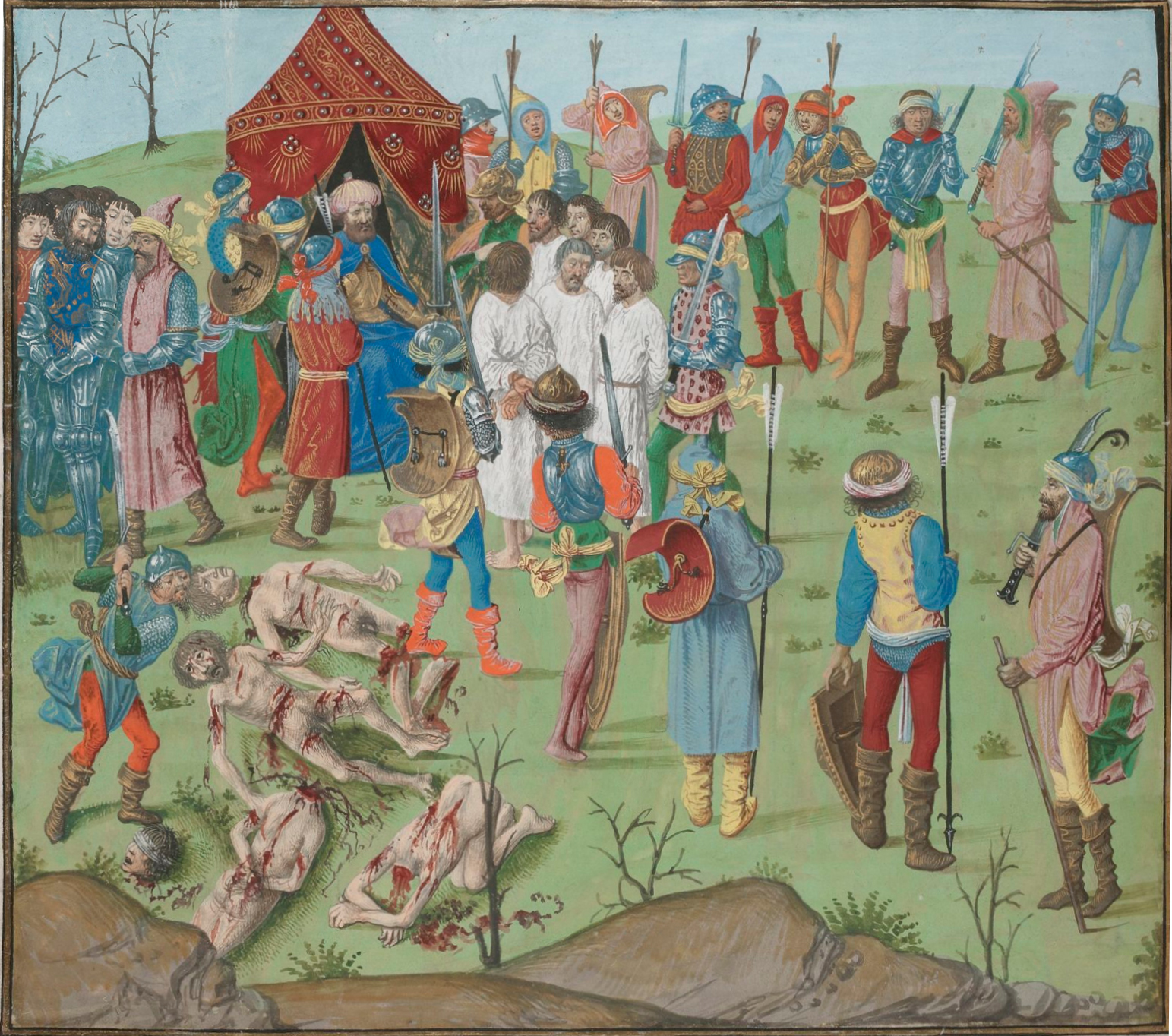
إعدام السجناء بعد معركة نيكوبول Ms. Fr 2646، منسوبة إلى كتاب سيد صلوات دريسدن

## وصلات خارجية
- جين فروسارت على موقع الموسوعة البريطانية (الإنجليزية)
- جين فروسارت على موقع ميوزك برينز (الإنجليزية)
- جين فروسارت على موقع قاعدة بيانات برودواي على الإنترنت (الإنجليزية)

- Bibliography Jean Froissart, compiled by Dr. Godfried Croenen, University of Liverpool
- "The Chronicles of Froissart." (from Harvard Classics).